# Peter Pellegrini
Peter Pellegrini (Eslovàquia, 6 d'octubre de 1975) és un polític eslovac, President d'Eslovàquia. Fou nomenat president del Consell Nacional des del setembre de 2023 i va ser Primer ministre d'Eslovàquia del 2018 al 2020.

## Biografia
Membre del partit Direcció – Socialdemocràcia (SMER-SD), en 2014 es va convertir-se en vicepresident del partit i ministre d'educació en el govern de Robert Fico i, després la reelecció de Fico en les eleccions legislatives eslovaques de 2012 es va convertir en president del Consell Nacional mentre Juraj Draxler el rellevava com a ministre d'educació. Després de les eleccions legislatives eslovaques de 2016 es va convertir en viceprimer ministre de Fico.

### Primer ministre
El 15 de març de 2018, arran de la crisi política després de l'assassinat del periodista Ján Kuciak quan estava treballant en una història que vinculava la corrupció política d'alt nivell a Eslovàquia amb la màfia italiana, Robert Fico va presentar la seva renúncia al president Andrej Kiska, qui llavors formalment va encarregar al viceprimer ministre Pellegrini la formació d'un nou govern, mantenint la coalició de Direcció – Socialdemocràcia (SMER-SD), Partit Nacional Eslovac (SNS) i Most-Híd.
Va deixar SMER-SD per fundar i dirigir un nou partit, Veu – Socialdemocràcia, el juny de 2020. El seu partit va perdre les eleccions legislatives eslovaques de 2020 davant el partit populista i anticorrupció OĽaNO liderat per Igor Matovič.

### President d'Eslovàquia
El gener de 2024 es va presentar a les eleccions presidencials eslovaques de 2024. A la primera volta, va acabar segon, només per darrere d'Ivan Korcok. Tanmateix, va derrotar Korcok a la segona volta, que es va celebrar el 6 d'abril de 2024, on va obtenir un 53% dels vots.